# Neothelaxes
Neothelaxes  (лат.) — род тлей из подсемейства Thelaxinae (Thelaxini). Эндемики Индии.

## Описание
Мелкие насекомые, длина 1,0—2,2 мм.
Ассоциированы с растениями рода девичий виноград (Parthenocissuss semicordata). Близок к тлям рода Thelaxes, от которого отличается дорсальным расположением щетинок в один ряд и эмбриональной хетотаксией
.
- Neothelaxes parthenocissi Chakrabarti & Quednau, 1996
- Neothelaxes viticola Chakrabarti & Quednau, 1996